# كارلوس توريس (لاعب كرة قدم)
كارلوس توريس (1 أبريل 1908 في البرتغال - ) هو لاعب كرة قدم برتغالي في مركز الهجوم. لعب مع نادي بنفيكا.